# Кататренија
Кататренија или ноћно стењање је поремећај дисања повезан са сном, који се састоји од апнеје на крају удисаја (задржавање даха) и експираторног стењања током спавања. Ово ретко стање карактерише монотоно, неправилно стењања током спавања. Кататренија почиње дубоким удисајем, а настаје као последица задржавања даах уз затворени глотис, слично Валсалвином маневру. Издисај може бити спор и праћен је звуком изазваним вибрацијом гласних жица или једноставним брзим издисајем. Упркос споријем дисању, код кататреније обично не долази до десатурације кисеоником.Звук стењања обично не примећује особа која производи звук, али може бити изузетно узнемирујући за партнере таквих особа  Чешће се јавља током издисаја РЕМ сна него у НРЕМ сну. 
Кататренија се разликује и од сомнилоквије (говора у сну) и од опструктивне апнеје у сну (ОСА), јер се звук производи током издисаја, за разлику од хркања, које се јавља током удисаја.
Пошто полисомнографија сама по себи није довољна да се разликује кататренија од централне апнеје у сну, видео полисомнографија са аудио снимањем је неопходна за откривање кататреније и избегавање могућих грешака.  

## Епидемиологија
Први случај кататреније описан је 1983. године.  Болест је значајно ретка и многи специјалисти за спавање и ОРЛ специјалисти још увек нису упознати са овом врстом атипичног обрасца спавања.  
Иако је инциденца кататреније можда потцењена због погрешне дијагнозе, једна установа у Норвешкој је пронашла инциденцу од 4 случаја od 1000 (0,4%) пацијената који су имали проблема са спавањем и буђењем током годину дана.  Претходна студија у Јапану открила је инциденцу од 25 случајева код 15.052 (0,17%) пацијената који су имали проблеме са спавањем и буђењем током 10 година.